# 名古屋市立久方中学校
名古屋市立久方中学校（なごやしりつ ひさかたちゅうがっこう）は、名古屋市天白区久方三丁目にある公立中学校。

## 歴史

### 沿革
- 1975年（昭和50年）4月1日 - 名古屋市立久方中学校として開校[2]。
- 1984年（昭和59年）11月8日 - 校歌制定[2]。

### 生徒数の変遷
『愛知県小中学校誌』（1998年）によると、生徒数の変遷は以下の通りである。
| 1975年（昭和50年） | 788人   |  |
| 1977年（昭和52年） | 1,004人 |  |
| 1987年（昭和62年） | 890人   |  |
| 1997年（平成9年）  | 535人   |  |

## 校名の由来
付近の地名である久方に、「学校が明るく久しく発展する」という願いが込められたものであるという。地名の久方は、「ひさかたの光のどけき春のひにしずこころなく花の散るらん」という小倉百人一首の一首に由来する。

## 委員会
- クラス委員会[6]
- 生活委員会[6]
- 美化委員会[6]
- 体育委員会[6]
- 保健委員会[6]
- 図書委員会[6]
- 給食委員会[6]

## 部活動

### 体育運動部
- 男子バレー部[7]
- 女子バレー部[7]
- 男子バスケットボール部[7]
- 野球部[7]

久方中学校男子バスケットボール部は、愛知県 中学バスケ2021年度新人大会で優勝を果たした。その後、県大会二回戦目で主要メンバー2人が怪我で欠場し尾張旭東中学校に敗れ、敗退となる。
- 女子バスケットボール部[7]

### 文化部
- 合唱部[7]
- 園芸部[7]

### 廃部
- ソフトテニス部[7]
- 陸上競技部[7]
- 水泳部[7]
- 剣道部[7]
- 美術部[7]

## 通学区域
- 名古屋市立高坂小学校学区[8]
- 名古屋市立しまだ小学校学区[8]
- 名古屋市立相生小学校学区[8]

## 出身人物
- 佐藤啓 - 中京テレビアナウンサー[9]（名古屋市立高坂小学校出身）[注 1]
- 工藤公康 - 元プロ野球選手（投手）・福岡ソフトバンクホークス監督（名古屋市立高坂小学校出身）[11][10]
- 紀藤真琴 - 元プロ野球選手（投手・名古屋市立高坂小学校出身）[12]
- 川口太一 - プロバレーボール選手[13]
- 石田健人マルク - 元プロ野球選手（中日ドラゴンズ所属投手・名古屋市立しまだ小学校出身）[14]
- 中村健人 - プロ野球選手（広島東洋カープ所属）